# Escut d'Arenys de Munt
L'escut oficial d'Arenys de Munt és el símbol oficial d'aquest municipi i és descrit mitjançant el següent blasonament:
Escut caironat: d'atzur, un mont de tres cims d'or movent de la punta, amb el cim central més alt i somat d'una alzina d'argent. Per timbre, una corona de vila.

## Disseny
La composició de l'escut està formada sobre un fons en forma de quadrat recolzat sobre un dels seus vèrtexs, anomenat escut caironat, segons la configuració difosa a Catalunya i d'altres indrets de l'antiga Corona d'Aragó i adoptada per l'administració a les seves especificacions per al disseny oficial dels municipis dels ens locals. És de color blau (atzur), amb el dibuix heràldic d'un mont de tres cims de color groc (or) sortint de la part inferior de l'escut (movent de la punta), amb el cim central més alt i que té a sobre, tocant aquest cim (somat), una representació heràldica d'una alzina de color blanc o gris clar (argent).
L'escut està acompanyat a la part superior d'un timbre en forma de corona mural, que és l'adoptada pel Departament de Governació d'Administracions Locals de la Generalitat de Catalunya per timbrar genèricament els escuts dels municipis. En aquest cas, es tracta d'una corona de vila, que bàsicament és un llenç de muralla groc (or) amb portes i finestres de color negre (tancat de sable), amb vuit torres merletades, de les quals se'n veuen cinc.

## Història

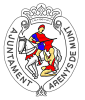
Antic escut d'Arenys de Munt, amb la imatge de Sant Martí de Tours

L'ajuntament va acordar en ple iniciar l'expedient d'adopció de l'escut el dia 2 d'octubre de 2008. Després dels tràmits reglamentaris, l'escut es va aprovar el 6 d'octubre de 2017 i va ser publicat al DOGC número 7.476 del 18 d'octubre del mateix any.
Aquest escut és una rehabilitació del primer escut municipal que havia tingut Arenys de Munt almenys des del 17 d'octubre de 1925 fins al final de la Guerra Civil Espanyola, tot i que se'n té constància des del segle xviii. Més endavant, va ser substituït per una imatge del patró de la localitat, Sant Martí de Tours, que va perdurar fins a l'aprovació de l'escut oficial. La imatge de sant Martí no es podia oficialitzar, ja que la normativa no admet figures humanes als escuts.
Aquest antic escut constava d'una imatge amb tres turons (fent referència als anomenats "tres turons" d'Arenys: el Montalt, el del Mig i el de la Vila Negra), amb un arbre al turó central. En no saber de quina espècie d'arbre es tractava, i per tal de definir-lo en l'escut rehabilitat, l'ajuntament va organitzar una consulta entre els veïns, on es va poder escollir entre tres espècies d'arbre emblemàtiques del poble:
- Platanus x hispanica: és l'espècie d'arbre present a la Riera d'Arenys des de l'any 1889.
- Alzina: és un arbre propi dels boscos del Maresme i també està present en un emblema de la Confraria de Sant Joan Baptista d'Arenys de Munt del segle xvi.
- Cirerer: fa referència a la cirera d'en Roca, varietat que es cultiva a Arenys de Munt des del segle xix.

L'alzina va ser l'espècie guanyadora amb 525 vots, seguida del cirerer amb 406 i el Platanus x hispanica amb 153.